# Heinrich Dennig
Heinrich Martin Dennig (17. srpna 1853 Terst – 20. dubna 1926 Vídeň) byl rakousko-uherský admirál. Jako absolvent námořní akademie sloužil u c. k. námořnictva od roku 1871, podílel se na technologickém rozvoji loďstva a absolvoval několik zaoceánských cest. Později byl velitelem několika válečných lodí a v závěru kariéry zastával funkce v námořní administraci. V roce 1906 byl povýšen do hodnosti kontradmirála a v roce 1909 byl penzionován.

## Životopis

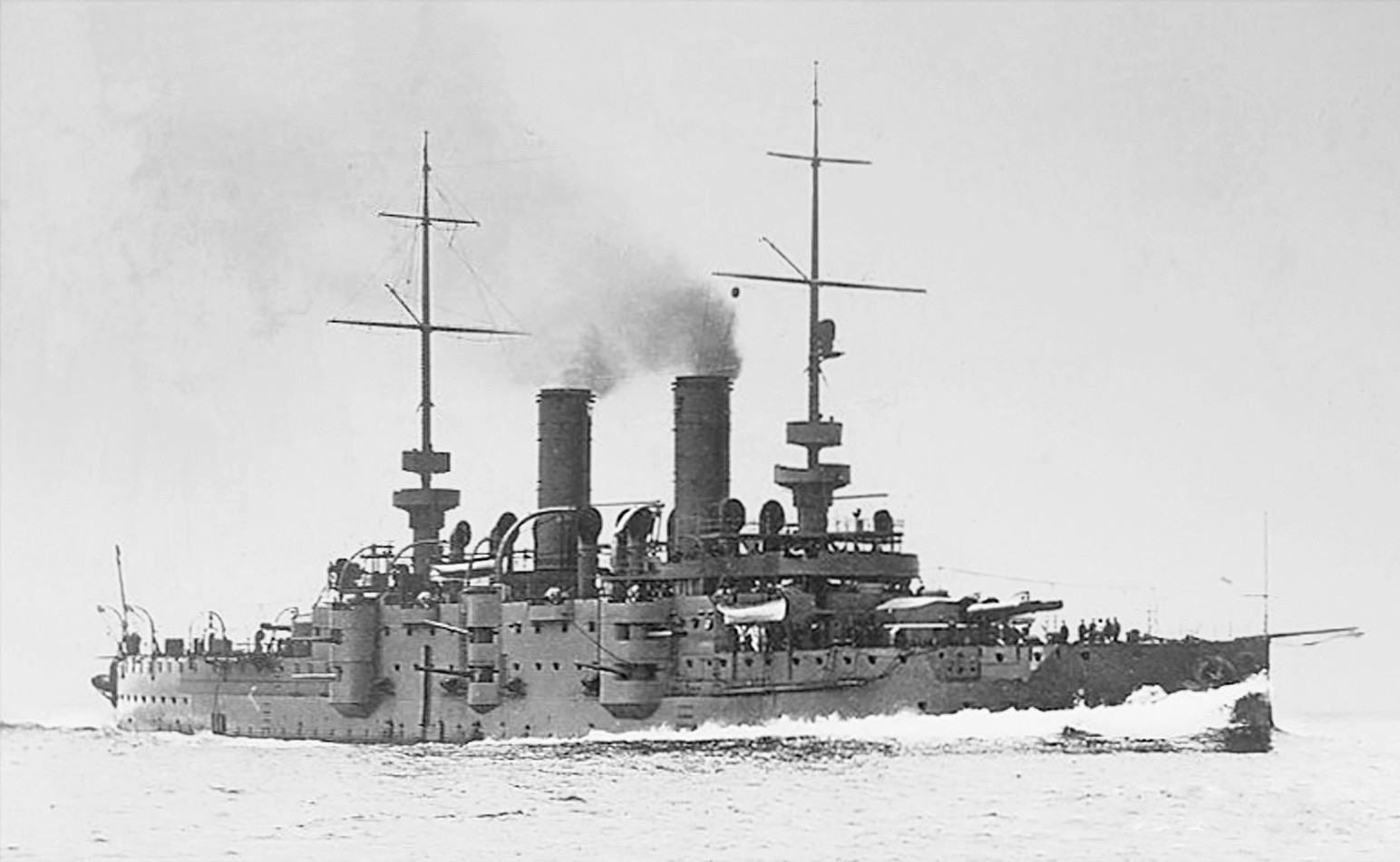
SMS Habsburg, vlajková loď Heinricha Denniga v letech 1904–1905

Byl synem námořního strojníka Friedricha Denniga (1814–1877). První vzdělání získal na evangelické škole v rodném Terstu a v letech 1867–1871 studoval na C. k. námořní akademii v Rijece. K námořnictvu vstoupil jako kadet v roce 1871 a na korvetě SMS Dandolo cestoval do Rumunska. Vystřídal službu na různých lodích a v roce 1874 získal hodnost praporčíka. Působil také u námořního arzenálu a sborového námořního velitelství v Pule. V roce 1883 byl jako navigační důstojník na parníku SMS Pola účastníkem expedice do severního Atlantiku k ostrovu Jan Mayen pod velením kapitána Franze Müllera. Poté postupoval v hodnostech (poručík II. třídy 1883, poručík I. třídy 1885). Mimo jiné se věnoval výcviku kadetů námořní akademie v oboru dělostřelectva (v letech 1888–1890 na cvičné lodi SMS Alpha), kromě toho byl důstojníkem na císařské jachtě SMS Miramar a velitelem menších plavidel typu torpédových člunů. V letech 1890–1891 prvním důstojníkem u sborového námořního velitelství v Pule a poté dělostřeleckým důstojníkem na křižníku SMS Kaiserin Elisabeth (1891–1892). Pod velením kapitána Moritze Sachse se jako první důstojník na korvetě SMS Saida zúčastnil dvouleté zaoceánské plavby na Dálný východ a k břehům Austrálie (1892–1894).
V hodnosti korvetního kapitána (1. listopadu 1894) strávil jeden rok jako velitel staniční lodi SMS Narenta v černohorském Tivatu (1894–1895), poté byl přednostou 4. oddělení pro výstavbu lodí v námořní sekci ministerstva války ve Vídni (1895–1899). Mezitím byl k datu 1. května 1898 povýšen na fregatního kapitána. Na vlajkové lodi SMS Leopard byl v letech 1899–1900 velitelem křižníkové flotily a poté působil jako přednosta IV. oddělení u Námořního technického výboru (1900–1902).
K datu 1. ledna 1901 byl povýšen do hodnosti kapitána řadové lodi. V létě 1902 byl na křižníku SMS Kaiser Franz Joseph I. velitelem torpédové flotily a následně zastával funkci viceprezidenta Námořního technického výboru (1902–1906). Mezitím velel několika dalším válečným lodím (SMS Pelikan 1903) a v letech 1904–1905 byl na bitevní lodi SMS Habsburg velitelem eskadry. Ke dni 1. května 1906 získal hodnost kontradmirála a nakonec byl v letech 1907–1908 prezidentem Námořního kontrolního úřadu. V listopadu 1908 byl odeslán na dlouhodobou dovolenou a k datu 1. prosince odeslán do penze.
Po odchodu do výslužby se trvale usadil ve Vídni

## Řády a vyznamenání
Během služby u námořnictva se stal nositelem několika ocenění v Rakousku-Uhersku i v zahraničí.

### Rakousko-Uhersko
- Vojenský záslužný kříž (1890)
- Služební odznak pro důstojníky III. třídy (1896)
- Jubilejní pamětní medaile (1898)
- rytířský kříž Řádu Františka Josefa (1899)
- Vojenský jubilejní kříž (1908)
- Řád železné koruny III. třídy (1909)

### Zahraničí
- Řád Osmanie II. třídy (1905, Osmanská říše)
- komandérský kříž Řádu Spasitele (1905, Řecko)